# Operation Moonshot
Az Operation Moonshot egy brit kormányzati program, amelynek célja, hogy Angliában gyors, tömeges Covid19-teszteket vezessenek be, hogy lehetővé tegyék a nagy létszámú összejövetelek megtartását az országban a vírus feletti ellenőrzés fenntartása mellett. A British Medical Journal szerint a program célja, hogy 2021-ig napi 10 millió tesztet végezzenek.
A program aggodalmakat váltott ki a várható költségei miatt - egy kiszivárgott kormányzati dokumentum szerint 100 milliárd font, ami az NHS England teljes éves költségének mintegy háromnegyede. A statisztikusok emellett arra is figyelmeztettek, hogy a minden tesztben rejlő pontatlanságok miatt az ilyen mértékű tömeges tesztelés naponta több százezer téves pozitív eredményt okozhat, ami azt eredményezheti, hogy nagyon sok emberről azt mondják, hogy fertőzött, holott nem az.
2020. október 22-én arról számoltak be, hogy a projektet "beolvasztották" a Dido Harding által vezetett NHS Test and Trace programba. 2021 áprilisától az Egyesült Királyságban továbbra is különösen nagy hangsúlyt fektetnek a tömeges szűrésre az otthoni készletként kapható laterális áramlási tesztek segítségével.

## Leírás
A programhoz javasolt teszt a nyálminták vagy kenetminták új technológiájának kifejlesztésén alapult, amely perceken belül pozitív vagy negatív eredményt ad, ahelyett, hogy laboratóriumi elemzést igényelne, ami több napig is eltarthat. Ily módon a média, köztük a Sheffield Telegraph úgy jellemezte, hogy a terhességi teszthez hasonló. Az ilyen típusú tesztek elérhetővé tételével a tervek szerint nem lesz szükség arra, hogy az emberek egy tesztközpontba utazzanak, ami hosszadalmas utazást igényelhet. A bevezetés idején a COVID-19 tesztelésének egyetlen bevált globális technológiája a PCR-re támaszkodott.

## Szerkezet
A művelet az Egyesült Királyság Egészségügyi és Szociális Ellátási Minisztériumának (DHSC) COVID-19-re adott válaszán belül valósult meg. Kezdetben ez egy különálló kormányzati program volt, de végül az NHS T&T nemzeti programjába olvadt be. A műveleten belül számos félig független csoportot hoztak létre a COVID-19 technológiáinak fejlesztésére és értékelésére, amelyek akkoriban alapvetően kísérleti jellegűek és nem bizonyítottak.
Az egyes csoportok feladata a COVID-19 tesztelés egyetlen formájának létrehozása és fejlesztése volt. Mindegyik csoportnak tudományos vezetője volt, és egyetlen technológia fejlesztésére összpontosított: direkt LAMP, LAMPore, tömegspektrometria, RNS LAMP, point of care PCR, gépi leolvasós laterális áramlási tesztek és nem gépi alapú laterális áramlási tesztek vagy gyorstesztek.
A gépi leolvasó technológiára vonatkozó válogatási és értékelési terveket az Egyesült Királyság kormányának TVG-je (Technical Validation Group), a nem gépi leolvasó technológiát pedig a COVID-19 felügyeleti csoport vezette, a Public Health England, a National Health Service, a tudományos/tudományos tanácsadók és a DHSC közreműködésével.
A LAMP fejlesztését Keith Godfrey professzor vezette a Southamptoni Egyetemen. 
Az Oxford Nanopore kifejlesztette a LAMPore nevű technológiát. Ők kapták a szerződést, hogy a jelenleg fejlesztés alatt álló, transzkriptáz hurokamplikációnak (LAMP) nevezett új vizsgálati módszeren alapuló tesztek millióit szállítsák; a remények szerint ezek a tesztek kevesebb mint egy óra alatt képesek lesznek eredményt szolgáltatni. A kormány emellett 323 millió fontot fizetett 90 millió 20 perces nyálteszt-készletért, vegyszerekért és 600 "Genie HT" gépért, amelyeket a sussexi Horshamben működő OptiGene cég készített.

## Történet
A projektet Boris Johnson brit miniszterelnök 2020. szeptember 9-én jelentette be a Downing Street-i tájékoztatón. Johnson azt javasolta, hogy a tömeges teszteléssel lehetővé tennék, hogy a sport- és szórakozóhelyek a járvány kezdetén történt bezárásuk után újra megnyithassanak, és hogy az emberek összegyűlhessenek a karácsonyi partikra. Eddig a tudósok teszteléssel azonosították a vírusra pozitív eredményt adó embereket, de Johnson felvázolta az általa "holdudvaros megközelítésnek" nevezett módszert, vagyis egy olyan tesztet, amely kimutatja a negatív eredményt adó, másokra potenciális veszélyt nem jelentő embereket, és így "szabadságot" ad nekik, hogy részt vehessenek rendezvényeken, és "a járvány előtti módon" összegyűlhessenek másokkal. A kísérleti program októberben kezdődik Salfordban, Greater Manchesterben, beltéri és kültéri rendezvényeken, és ezt követően tervezik az országos bevezetést. Akkoriban azonban nem volt világos, hogy milyen típusú teszteket használnak a tömeges teszteléshez, bár az egyértelmű volt, hogy vagy vírusantigén kimutatásáról lehet szó laterális áramlással vagy fordított transzkripciós hurok által közvetített izotermális amplifikációval. Augusztus 18-án az Egyesült Királyság Egészségügyi és Szociális Ellátási Minisztériumának miniszterei kérésére a Public Health England Porton Downt és az Oxfordi Egyetemet kérték fel a legígéretesebb, legjobb teljesítményjellemzőkkel rendelkező laterális áramlású eszközök azonosításához szükséges klinikai kutatási és értékelési infrastruktúra kifejlesztésére.
Körülbelül egy héttel Johnson bejelentése előtt Matt Hancock egészségügyi államtitkár bejelentette, hogy a kormány 500 millió font értékű támogatást nyújt egy olyan nyálteszt kifejlesztésére, amely 20 percen belül eredményt adna. Az ilyen teszteket munkahelyeken és szabadidős helyszíneken használnák a létesítménybe belépők rendszeres vizsgálatára. A program célja, hogy 2021-ig napi 10 millió tesztet végezzenek, így hetente az Egyesült Királyság teljes lakosságának vizsgálatára alkalmas lenne, a háziorvosi rendelők és gyógyszertárak felhasználásával, hogy a lakosság számára sokkal könnyebbé tegyék a teszteléshez való hozzáférést.
A programhoz több magánszektorbeli cég is csatlakozott, köztük a GSK a tesztek biztosításáért, az AstraZeneca a laboratóriumi kapacitásért, a Serco és a G4S pedig a tárolásért és a logisztikáért. A kormány egyik tanácsadója a gyorstesztekkel kapcsolatban Michael Mina, a Harvard epidemiológusa, aki hasonló "moonshot"-ot javasolt az Egyesült Államokban.
2020. október 13-ra a salfordi kísérleti programot - amely eredetileg úgy tervezték, hogy mind a 254 000 lakos rendszeres tesztelését magában foglalja - jelentősen visszavették, és a kormányzati források szerint mostantól "a magas kockázatú környezetekre és csoportokra összpontosítanak", és a tesztelést "néhány nagy sűrűségű lakónegyedben" kínálják fel a lakosoknak. A kormány 2020. október 19-én bejelentette, hogy a manchesteri, southamptoni és basingstoke-i kórházakban kísérleti jelleggel LAMP- és laterális áramlási teszteket indítanak a tünetmentes személyzet számára, majd később "a legsúlyosabban érintett régiókban lévő iskolák, egyetemek és gondozóházak" is követik őket.
2020. október 22-én arról számoltak be, hogy a Holdsugár-műveletet "beolvasztották" a Dido Harding által vezetett NHS Test and Trace (NHSTT) programba. A kormányzati jogászok által a Good Law Project által benyújtott, a magánvállalkozóknak kifizetett kormányzati pénzek összegének vizsgálatára irányuló ajánlatra válaszul írt jogi levélben ez állt: "A Project Moonshot tájékoztató csomagban említett javaslatot az Egészségügyi és Szociális Ellátási Minisztérium (DHSC) meglévő NHS Test and Trace programja mellett dolgozták ki. Az NHSTT jóváhagyott "alap" költségvetése körülbelül 12,1 milliárd font volt. A Project Moonshot Briefing Packban említett javaslat lényege azóta az NHSTT-be került, tükrözve a tesztelés területén gyorsan változó és folyamatosan változó politikai követelményeket. Az NHSTT "tömeges tesztelési" programjának részeként szokás emlegetni". A bejelentett tömeges tesztelési tervek Anglia lakosságának akár 10%-ának heti vizsgálatát irányozzák elő, az Innova cég által gyártott több millió 30 perces nyálkészlet felhasználásával, "hogy segítsenek a helyi járványok megfékezésében". A helyi közegészségügyi igazgatók "jogosultak lennének arra, hogy heti rendszerességgel a lakosságuk 10%-ának megfelelő számú tesztet kapjanak".
A The Guardian 2020. november 5-én arról számolt be, hogy az OptiGene által gyártott és a salfordi és manchesteri kísérleti kísérletben használt "Direct RT-Lamp" nyálgyorstesztek csak a fertőzések 46,7%-át azonosították, ami azt jelenti, hogy valós körülmények között a fertőzöttek több mint felét tévesen vírusmentesnek mondanák. A DHSC egyik tudósát idézték: "Nem helytálló azt állítani, hogy a tesztek érzékenysége alacsony, mivel egy nemrégiben végzett kísérleti kísérlet során az általános technikai érzékenység közel 80%-os volt, ami a magasabb vírusterhelésű egyének esetében 96% fölé emelkedett, így a tesztek fontosak a fertőző stádiumban lévő egyének kimutatásában. A kihívás most az, hogy megértsük, mi az oka annak, hogy az egyik értékelésben az állítólagos érzékenység eltér a több másikban tapasztaltakhoz képest.

## Recepció
A bejelentés gyorsan kiváltotta a tudósok és egészségügyi szakértők kritikáját, akik kétségüknek adtak hangot azzal kapcsolatban, hogy az akkori laboratóriumi kapacitások mellett megvalósítható-e napi több millió ember vizsgálata gyors átfutási idővel. Sir Patrick Vallance, a kormány tudományos főtanácsadója azt mondta, hogy "teljesen téves lenne azt feltételezni, hogy ez a program biztosan megvalósítható", míg Dr. Jenny Harries, Anglia helyettes vezető orvosigazgatója szerint a program sikere attól függ, hogyan kezelik azt.
Ellenzéki politikusok, köztük Jonathan Ashworth, az egészségügyi államtitkár árnyékminisztere, megkérdőjelezték a program megvalósíthatóságát, amikor a rendszer már most is nehezen bírja a tőle elvárt vizsgálati mennyiséget. Grant Shapps közlekedési államtitkár az aggályokra reagálva azt mondta, hogy a rendszer megvalósításához szükséges technológia még nem létezik.

### A program privatizációjával és a költségekkel kapcsolatos aggályok
2020. szeptember 10-én a British Medical Journal idézett egy kiszivárgott dokumentumot, amely szerint a folyamat 100 milliárd fontba kerülne - ami viszonylag közel áll az NHS England 130 milliárd fontos éves összköltségéhez. Az a tény, hogy a tervek szerint ennek az összegnek jelentős részét magánvállalkozásoknak fizetnék ki, megjegyzéseket váltott ki. Devi Sridhar (University of Edinburgh) szerint "indokolt, hogy a plusz milliárdokat az NHS-nek adjuk, és megkérjük, hogy teljesítsen. Aggályaim vannak a szerződésekre vonatkozó pályázati eljárással kapcsolatban. A közbeszerzési eljárás nem egyértelmű, és lehetővé teszi, hogy sokan meggazdagodjanak ebből a válságból." Anthony Costello, az Egészségügyi Világszervezet volt igazgatója a Twitteren "kozmikus méretű pazarlásról/korrupcióról" beszélt. Martin McKee, a London School of Hygiene and Tropical Medicine európai közegészségügyi professzora arra volt kíváncsi, hogy milyen parlamenti ellenőrzés lesz a kiadások felett.
A Glasgow-i, a St. Andrews-i és a Newcastle-i egyetemek tudósai a Journal of the Royal Society of Medicine című folyóiratban írtak arról, hogy a helyi közegészségügyi osztályok és a háziorvosi rendelők elkülönítése a magánszektor vizsgálati rendszerétől "késedelmes járványvédelmi intézkedéseket" eredményezett, és hozzátették: "a járványok elhárítása késik": "A nagyrészt magánjellegű, erősen központosított NHS Test and Trace rendszer hibái ellenére a kormány a jelentések szerint a tesztelést úgy kívánja bővíteni, hogy a teljes lakosság számára heti rendszerességgel lehessen teszteket végezni. A Deloitte és egy sor kereskedelmi vállalat szerződést kötött a tesztek elvégzésére az Operation Moonshot keretében, amely a napi 10 millió tesztre való növelését tervezi, 100 milliárd fontért, ami az NHS éves angliai költségvetésének 70 százaléka. ... Felszólítjuk a Westminster-kormányt, hogy vessen véget a tesztek privatizációjának, és állítsa vissza az NHS alapellátást, a közegészségügyet és az NHS laboratóriumi szolgáltatásait, és fektessen be azokba, valamint irányítsa vissza a jelenlegi magántulajdonú tesztprogramokból származó forrásokat a helyi alapellátásba, a helyi NHS-laborokba és a helyi közegészségügyi ágazatba." A Good Law Project jogi lépéseket kezdeményezett a kormány ellen, azzal érvelve, hogy a program jogellenes, mivel "potenciálisan hatalmas magánszerződéseket foglal magában, amelyeket nem feltétlenül pályáztak meg, és megszegi a kormány saját "érték a pénzért" szabályait".
A kormány saját tudományos tanácsadó csoportja (SAGE) 2020. augusztus 31-én kelt konszenzusos nyilatkozatában kijelentette, hogy "fontos annak biztosítása, hogy bármely tömeges tesztelési program további előnyöket biztosítson a hasonló erőforrásoknak a következőkbe történő befektetésével szemben: (i) az NHS tesztelés és nyomon követés gyorsaságának és lefedettségének javítása a tüneteket mutató esetek esetében [...] és (ii) az önizoláció és a karantén aránya a pozitív tesztet kapott személyek esetében (jelenleg becslések szerint <20% teljes mértékben betartja)"; hozzátette, hogy "a tömeges tesztelés csak akkor vezethet az átvitel csökkenéséhez, ha a pozitív tesztet kapott személyek gyorsan hatékony izolációt vállalnak". Martin McKee szerint a program "a problémának csak egy részére, a tesztelésre összpontosít, és semmit sem mond arról, hogy mi történik azokkal, akiknél a teszt pozitív lett, ami különösen aggasztó, mivel azok alacsony aránya, akik betartják az elkülönítésre vonatkozó tanácsot - részben a nekik nyújtott támogatás hiánya miatt -, nem elégséges." A program "a problémának csak egy részére, a tesztelésre összpontosít". A kormány kérdésekre válaszolva elmondta, hogy eddig 500 millió fontot kötöttek le, és a végső költségek még nem ismertek.

### A téves pozitív eredmények veszélye a tömeges tesztelés során
A statisztikusok, például David Spiegelhalter (Cambridge-i Egyetem) által felvetett másik probléma az, hogy a tömeges tesztek köztudottan hamis pozitív eredményeket produkálnak. Jon Deeks professzor (Birminghami Egyetem, Cochrane) kijelentette, hogy még ha egy teszt nagyon jó, 99%-os specificitást érne is el, ami azt jelenti, hogy az egészséges embereknek csak 1%-át azonosítanák tévesen fertőzöttként, az Egyesült Királyság teljes lakosságának tesztelése azt eredményezné, hogy több mint félmillió embernek mondanák, hogy önizolálásra van szüksége, a kontaktjaival együtt. Deeks becslései szerint a téves pozitív eredmények 1000:1 arányban meghaladhatják a ténylegesen fertőzöttek számát. A SAGE által közzétett tanulmány szerint a program hat hónapon belül az Egyesült Királyság lakosságának 41%-a kényszerülhet szükségtelenül önizolálásra a téves pozitív eredmények miatt, és figyelmeztetett az iskolák esetleges bezárására, valamint arra, hogy a dolgozók a téves teszteredmények miatt elveszíthetik fizetésüket. 2020. szeptember 11-én ezeket az aggodalmakat a Királyi Statisztikai Társaság is megerősítette, amely a The Timesnak írt levelében arra figyelmeztetett, hogy a terv "úgy tűnik, nem veszi figyelembe az alapvető statisztikai kérdéseket", és fennáll a veszélye, hogy "emberek tízezreinek okoz személyes és gazdasági károkat".

### A hamis negatív eredmények veszélye az otthoni tesztelésben
Angela Raffle és Mike Gill a British Medical Journal 2021. áprilisi számában megjelent írásában az Egyesült Királyság tömeges szűrési megközelítését "elhibázott politikának nevezte, amely valószínűleg nem fogja csökkenteni a fertőzés terjedését", azzal érvelve, hogy az emberek "kísértésbe eshetnek", hogy inkább otthoni készleteket használjanak, mint hogy az érzékenyebb PCR-tesztet válasszák, és így "tévesen megnyugodhatnak".

### Szakértelem
A kiszivárgott dokumentumokat látó akadémikusok aggodalmukat fejezték ki a "tudósok, klinikusok, közegészségügyi és tesztelési és szűrési szakértők" nyilvánvaló hiánya miatt. 2020. szeptember 11-én a The Guardian arról számolt be, hogy a Nemzeti Szűrési Bizottsággal, amely általában a kormánynak és az NHS-nek ad tanácsot "a lakossági szűrés minden aspektusáról", nem konzultáltak a tervekről. Allyson Pollock (Newcastle University) kijelentette, hogy ezt érthetetlennek tartja, mivel számos brit szakértő állt rendelkezésre. Jon Deeks hozzátette: "Komoly aggodalomra ad okot, hogy a dokumentumokban nem látható szűrési szakértelem. Ezeket a dokumentumokat vezetési tanácsadók írták".